# Abdourahman Waberi
Abdourahman A. Waberi, né en 1965 à Djibouti, est un écrivain djiboutien d'expression française. Il vit entre la France et les États-Unis.

## Biographie
Abdourahman A. Waberi est né en 1965 dans un milieu modeste en République de Djibouti, qui est alors un territoire colonial appelé Côte française des Somalis. Bac littéraire en poche, il part en France poursuivre ses études en 1985, d'abord à Caen, puis à l'Université de Bourgogne à Dijon où il obtient en 1993 un DEA de littérature anglaise. 
À partir de 1996, il est enseignant d'anglais dans des lycées en Normandie jusqu'en 2005, en parallèle à ses premières productions littéraires.
En 2010, il est professeur invité et William F. Podlich Distinguished Fellow au Claremont McKenna College, mais aussi membre du jury du prix International IMPAC Dublin Literary Award.
En 2010-2011 il est pensionnaire de l'Académie de France à Rome, à la Villa Médicis. En 2012, il est professeur invité à l'Université d'Innsbruck en Autriche. 
En juin 2012, il soutient une thèse de doctorat en langue et littérature française intitulée Fragments d'un discours africain. Approches critique et historique des littératures subsahariennes, francophones et transnationales de 1980 à aujourd'hui , sous la direction de Jean-Marc Moura à l'université Paris Ouest-Nanterre La Défense.
Il enseigne depuis les littératures françaises et francophones et la création littéraire à George Washington University à Washington DC. Il collabore régulièrement avec Le Monde et d'autres journaux et magazines français.
En décembre 2021, il rejoint le Parlement de l'Union Populaire, organe soutenant la candidature de Jean-Luc Mélenchon à l'élection présidentielle française de 2022.
Pendant le semestre d'automne 2023, il a occupé la chaire de professeur invité Friedrich Dürrenmatt en "World Literature" à l'Université de Berne, en Suisse. Le sujet de son séminaire hebdomadaire était l’« afrofuturisme » - ce mouvement artistique qui explore les identités, les formes d'expression et les visions futures au sein de la diaspora africaine .

### Parcours littéraire
Son premier ouvrage, Le Pays sans ombre, paraît en 1994. Constitué de courts textes, il brosse le portrait en kaléidoscope d'un pays terrassé par ses fièvres, ses famines et ses guerres. Il publie ensuite Cahier nomade en 1996, un ouvrage pour lequel il reçoit le Grand Prix de l’Afrique noire puis, deux ans plus tard, Balbala. Ces trois ouvrages constituent une trilogie sur son pays natal, une première pour Djibouti.
Puis, Abdourahman Waberi écrit Moisson de crânes, consacré au génocide rwandais, et un nouveau recueil. Puis Rift, routes, rails, marqué par l'exil et la dérive d'un continent dépossédé de son passé et de ses traditions. Dans ces deux livres, l'auteur souligne les déchirements et les errances de l'Afrique noire.
En 2003, paraît  Transitaux Éditions Gallimard, deuxième roman sur le thème de la mémoire partagée et des affres de l'exil sur fond de guerre civile. 2006 voit la parution de Aux États-Unis d'Afrique, un roman drôle qui met le monde à l'envers, entonne le chant du panafricanisme et en appelle à un monde plus juste et plus humain.
En 2004, il obtient le «Prix de littérature et de sciences humaines» au «Forum de la réussite des Français venus de loin». Il publie un récit désabusé de la remise du prix sous le titre De l’intégration ou «Français venus de loin» : les Apaches à l’Assemblée nationale.
En 2009, chez Jean-Claude Lattès, il publie Passage des larmes, récit poétique sur l'exil, le fanatisme et la géopolitique de la Corne de l'Afrique, que l'on peut lire aussi comme un hommage subtil à Walter Benjamin, et ce dès le titre qui évoque le Livre des passages de Benjamin,.
Abdourahman Waberi a été l'un des lauréats 2006, dans la catégorie littérature, de la bourse Berliner Künstlerprogramm DAAD. En 2007, il a été Donald and Susan Newhouse Humanities Fellow au Wellesley College, près de Boston.
Son œuvre est traduite en de nombreuses langues, notamment en anglais, en italien, en allemand, en serbe, en portugais, en japonais, en espagnol, en braille et certaines nouvelles en catalan, en lituanien, en somali, en grec, etc.
Dans son discours de réception du prix Nobel de littérature en 2008, Jean-Marie Gustave Le Clézio lui dédie ce prix conjointement à d'autres auteurs.
En 2010, l'Université autonome de Barcelone a réuni un colloque international sur le thème «Abdourahman A. Waberi ou l'écriture révoltée». Une sélection d'articles et autres contributions ont donné lieu à la première publication consacrée exclusivement à l'œuvre de l'auteur.
En 2019, sort le Dictionnaire enjoué des cultures africaines aux éditions Fayard, dans lequel Alain Mabanckou et Abdourahman Waberi proposent une mythographie du continent africain.

## Œuvres

### Romans, nouvelles
- 1994 : Le Pays sans ombre (nouvelles), Paris, Serpent à plumes, 1994, 174 p.  (ISBN 978-2-908957-31-0)
- 1996 : Cahier nomade (nouvelles), Paris, Serpent à plumes, 1996 (rééd. 2002), 160 p.  (ISBN 978-2-84261-127-9)
- 1997 : L'Œil nomade : voyage à travers le pays Djibouti, Djibouti/Paris, CCFAR/L'Harmattan, 1997  (ISBN 978-2-7384-5222-1)
- 1998 : Balbala (roman), Serpent à plumes, Paris, 1998  (ISBN 978-2-07-042121-3) (rééd. Gallimard, Folio, 2002, 187 p.)
- 2000 : Moisson de crânes, Paris, Serpent à plumes, 2000   (ISBN 978-2-7538-0020-5) (rééd. Gallimard, 2002)
- 2001 : Rift, routes, rails (variations romanesques), Paris, Gallimard, 2001, 96 p.  (ISBN 978-2-07-076023-7)
- 2003 : Transit (roman), Paris, Gallimard, 2003, 176 p.  (ISBN 9782070768745)
- 2004 : Moisson de crânes. Textes pour le Rwanda, Monaco, Serpent à plumes, Le Rocher, 2004, 94 p.
- 2006 : Aux États-Unis d'Afrique (roman), Paris, Jean-Claude Lattès, 2006, 234 p.  (ISBN 978-2-7096-2813-6)
- 2009 : Passage des larmes (roman), Paris, Jean-Claude Lattès, 2009, 249 p.  (ISBN 978-2-7096-3107-5)
- 2015 : La Divine Chanson (roman), Paris, Éditions Zulma, 2015, 240p.  (ISBN 978-2-84304-732-9)
- 2019 : Pourquoi tu danses quand tu marches ? (roman), Paris, Jean-Claude Lattès, 2019, 250 p.  (ISBN 978-2709665568)
- 2022 :  Dis-moi pour qui j’existe ? (roman), Paris, Jean-Claude Lattès, 2022.  (ISBN 9782709669443)

### Poésie
- 2013 : Les nomades, mes frères vont boire à la Grande Ourse, Sarreguemines, Pierron, 2000 (rééd. Montréal, Mémoire d'encrier, 2013)
- 2016 : Mon nom est aube, Éditions Vents d'ailleurs, 2016, préface de Souleymane Bachir Diagne.

### Essais
- 2019 : Dictionnaire enjoué des cultures africaines, en collaboration avec Alain Mabanckou, Paris, Fayard, 2019  (ISBN 978-2213706047)

- 2023 : Notre France noire : de A à Z, en collaboration avec Alain Mabanckou et Pascal Blanchard, Fayard

### Participation à des ouvrages collectifs
- Abdourahman A. Waberi (éd.), Les enfants de la balle. Nouvelles d'Afrique, nouvelles de foot, Paris, Jean-Claude Lattès, 2010, 217 p.
- Michel Le Bris (éd.), Nouvelles voix d'Afrique, Paris, Hoëbeke, 2002
- Michel Le Bris, Jean Rouaud (éd.), Pour une littérature-monde, Paris, Gallimard, NRF, 2007
- Michel Le Bris, Jean Rouaud (éd.), Je est un autre, Paris, Gallimard, NRF, 2010
- Michel Le Bris, Alain Mabanckou (éd.), L'Afrique qui vient, Paris, Hoëbeke, 2013
- Nicolas Bancel, Pascal Blanchard (éd.), Culture post-coloniale 1961-2006 : Traces et mémoires coloniales en France, Postface Abdourahman A. Waberi, Paris, Autrement, 2008

## Distinctions
- Grand Prix de la nouvelle francophone de l'Académie royale de langue et de littérature françaises de Belgique (Fondation Henri Cornélus) et prix Albert-Bernard 1994 de l'Académie des sciences d'outre-mer à Paris pour Le Pays sans ombre.
- Grand prix littéraire d'Afrique noire en 1996 pour Cahier nomade[13].
- Prix biennal « Mandat pour la liberté » du PEN club français, Prix collectif du Festival du Premier roman de Chambéry pour Balbala.
- Finaliste du prix Caine Prize, Oxford, Royaume-Uni, 2000.
- Prix littéraire de la Ville de Caen, jury lycéen, 2004.
- Guest of the DAAD Berliner Künstlerprogramm 2006 – Literature (Allemagne).
- Stefan-George-Preis 2006 — Heinrich-Heine-Universität, Düsseldorf (Allemagne).
- Best French Writing : 21st Century. French Voices 2006 pour Aux États-Unis d’Afrique.
- Prix Louis-Guilloux pour La Divine Chanson, 2015[14].